# Guillaume Chasseriau
Pas d'image ? Cliquez ici
Guillaume Chasseriau, né le 30 novembre 1974, est un joueur de rugby à XV évoluant au poste de deuxième ligne dans le club de Morlaàs, en Fédérale 1.

## Carrière

### En club
- Stade rochelais
- Section paloise jusqu'en 2002
- Stade montois 2002-2007
- US Morlaàs 2007-?

### Avec les Barbarians
En mai 2000, il connaît son unique sélection avec les Barbarians français pour jouer le Pays de Galles au Millennium Stadium de Cardiff. Les Baa-Baas s'inclinent 40 à 33.